# The Rascals
The Rascals (попередньо The Young Rascals) — колишній американський соул і рок-гурт.

## Історія
Утворений 1964 року у Нью-Джерсі. До складу гурту ввійшли:
- Фелікс Кавейлір[en] (англ. Felix Cavalieve), нар. 29 листопада 1942, Пелхем, Нью-Йорк, США — вокал, орган, бас
- Едді Брігаті[en] (англ. Eddie Brigati), нар. 22 жовтня 1945, Гарфілд, Нью-Джерсі, США — вокал, гітара
- Діно Данеллі[en] (англ. Dino Danelli), нар. 23 липня 1944, Нью-Йорк, США — ударні.

Ці музиканти були відомими у ритм-енд-блюзовому середовищі і до створення The Rascals входили до складу різних гуртів. Перший сингл Young Rascals з піснею «І Ain't Gonna Eat Out My Heart Anymore» випущено у 1965 році, наступний — «Good Lovin» (1966) піднявся на вершину чарту Billboard Hot 100. У наступні роки гурт створив кілька хітів, які потрапили в топ-40 — You Better Run (1966), (I've Been) Lonely Too Long (1967), A Girl Like You (1967), How Can I Be Sure (1967), It's Wonderful (1968), A Beautiful Morning (1968), People Got to Be Free (1968).
Дебютний альбом гурту The Young Rascals (1966) став золотим, як і їхні наступні роботи: Collections (1967), Groovin (1967), Time/Peace: The Rascals Greatest Hits (1968) та Freedom Suite (1969). У 1968 році з назви вилучили слово «Young» і повернулися до «Rascals».
На початку 1970-х років продажі альбомів та відвідуваність концертів гурту відчутно знизилися. у 1970 році гурт залишив Брігаті, у 1971 — Корніш. Незважаючи на зміну лейблу та доукомплектування новими учасниками (Базз Фітен, Енн Саттон, Роберт Попвелл), на початку 1970-х гурт розпався.
Кавейлір продовжив кар'єру як виконавець та продюсер, Бригаті та його брат Давид працювали разом, а Корніш і Данеллі створили гурт Bulldog (згодом — Fotomaker). У 1988 році Данеллі, Корніш і Кавейлір возз'єдналися для туру по США, що призвело до судового процесу через використання імені Rascals. Корніш і Данеллі в підсумку назвалися New Rascals, а Кавальєр — formerly of the Young Rascals. У 1992 році була випущена ретроспектива на двох компакт-дисках The Rascals Anthology 1965—1972. У 1997 році The Rascals увійшли до Зали слави рок-н-ролу.